# Cuadrilla de Añana
La cuadrilla de Añana (in castigliano) o Añanako kuadrilla (in basco) è una comarca della Spagna, situata nella comunità autonoma dei Paesi Baschi ed in particolare nella provincia di Álava.